# Liste der denkmalgeschützten Objekte in Valkeřice
Grundlage dieser Liste der denkmalgeschützten Objekte in Valkeřice ist die ÚSKP-Liste (Ústřední seznam kulturních památek České republiky, deutsch Zentrale Liste der Kulturdenkmäler der Tschechischen Republik), die von der tschechischen Denkmalschutzbehörde NPÚ (Národní památkový ústav, deutsch Nationale Denkmalbehörde) seit 1987 geführt wird und an die seit dem Jahr 1850 geschaffenen Listen anschließt.

## Valkeřice(Algersdorf)
| Lage                     | Objekt             | Beschreibung           | ÚSKP-Nr.                  | Bild               |
| ------------------------ | ------------------ | ---------------------- | ------------------------- | ------------------ |
| Valkeřice 1 (Standort)   | Bauernhaus Nr. 1   | Bauerngehöft           | 30470/5-4021 Info Katalog | Bauernhaus Nr. 1   |
| Valkeřice 37 (Standort)  | Pfarrhaus Nr. 37   | Pfarrhaus              | 46850/5-4007 Info Katalog | weitere Bilder     |
| Valkeřice 51 (Standort)  | Bauernhaus Nr. 51  | Bauerngehöft, zerstört | 16542/5-4020 Info Katalog | Bauernhaus Nr. 51  |
| Valkeřice 54 (Standort)  | Bauernhaus Nr. 54  | Bauerngehöft           | 35215/5-4018 Info Katalog | Bauernhaus Nr. 54  |
| Valkeřice 60 (Standort)  | Bauernhaus Nr. 60  | Bauerngehöft           | 31288/5-4019 Info Katalog | Bauernhaus Nr. 60  |
| Valkeřice 66 (Standort)  | Bauernhaus Nr. 66  | Bauerngehöft           | 33842/5-4015 Info Katalog | Bauernhaus Nr. 66  |
| Valkeřice 67 (Standort)  | Bauernhaus Nr. 67  | Bauerngehöft           | 26832/5-4016 Info Katalog | Bauernhaus Nr. 67  |
| Valkeřice 98 (Standort)  | Bauernhaus Nr. 98  | Bauerngehöft           | 18482/5-4014 Info Katalog | Bauernhaus Nr. 98  |
| Valkeřice 102 (Standort) | Bauernhaus Nr. 102 | Bauerngehöft           | 37698/5-4012 Info Katalog | Bauernhaus Nr. 102 |
| Valkeřice 113 (Standort) | Bauernhaus Nr. 113 | Bauerngehöft           | 35737/5-4011 Info Katalog | Bauernhaus Nr. 113 |
| Valkeřice 141 (Standort) | Bauernhaus Nr. 141 | Bauerngehöft           | 18967/5-4009 Info Katalog | Bauernhaus Nr. 141 |
| Valkeřice 145 (Standort) | Bauernhaus Nr. 145 | Bauerngehöft           | 33612/5-4010 Info Katalog | Bauernhaus Nr. 145 |
| Valkeřice 164 (Standort) | Bauernhaus Nr. 164 | Bauerngehöft           | 21377/5-4013 Info Katalog | Bauernhaus Nr. 164 |
| Valkeřice 190 (Standort) | Bauernhaus Nr. 190 | Bauerngehöft           | 24153/5-4017 Info Katalog | BW                 |